# Ланкевич, Алексей Витальевич
Алексе́й Вита́льевич Ланке́вич (р. 18 февраля 1973) — российский волейболист. Бронзовый призёр чемпионата СНГ и серебряный призёр чемпионата России (1992).

## Биография
Воспитанник обнинской волейбольной школы, выпускник СДЮСШОР по волейболу Александра Савина. Капитан молодёжной сборной СССР.
В составе клуба МГТУ стал бронзовым призёром чемпионата СНГ 1991/92 и серебряным призёром первого чемпионата России по волейболу, проходившего в марте 1992 года. Из шести игр чемпионата России участвовал в двух.
В сезоне 1998/99 участвовал в выходе клуба «Дорожник-Локомотив» (Красноярск) в Суперлигу (высший дивизион чемпионата России). Также играл за клубы Суперлиги «Факел» (Новый Уренгой, в сезонах 1996/97—1998/99), «Самотлор», волейбольный клуб «Обнинск», любительские «Ока-Спорт» (лучший игрок Первой лиги ЛВЛ в сезоне 2008/9), «Динамо-29» (серебряный призёр и лучший связующий VII спартакиады Спартакиады сотрудников центральных аппаратов министерств и ведомств Российской Федерации, 2010 год), «Интер РАО ЕЭС» (лучший связующий Кубка ТЭК 2013 года).

## Достижения
- Серебряный призёр чемпионата России (1992)
- Бронзовый призёр чемпионата СНГ (1992)
- Чемпион Сибири и Дальнего Востока (1998)[1]
- Серебряный призёр студенческих игр Европы[1]